# ب‌ام‌و سری ۰۲
ب‌ام‌و سری ۰۲ (به انگلیسی: BMW 02 Series) مجموعه‌ای از اتومبیل‌های کوچک و اقتصادی است که بین سال‌های ۱۹۶۶ تا ۱۹۷۷ توسط کمپانی خودروساز آلمانی ب‌ام‌و تولید شده و بر اساس نسخه کوتاه شده از ب‌ام‌و نیو کلاس ساخته شده‌است.
اولین سری ۰۲ تولید شده ۱۶۰۰–۲ (بعداً به ۱۶۰۲ تغییر نام یافت) در سال ۱۹۷۵، سری ۰۲ با سری ب‌ام‌و سری ۳ (ای۲۱) جایگزین شد (به استثنای مدل ۱۵۰۲ که تا ۱۹۷۷ ادامه داشت).

## ارقام تولیدی
| مدل                                                                                           | واحدها                             |
| --------------------------------------------------------------------------------------------- | ---------------------------------- |
| ۲۰۰۲ (۷۵–۱۹۶۸)                                                                                | ۳۳۹،092                            |
| ۲۰۰۲ توربو (۱۹۷۳–۷۵)                                                                          | ۱،672                              |
| 2002 tii (۱۹۷۱–۷۵)                                                                            | 38703                              |
| 2000/2002 Touring (۱۹۷۱–۷۴)                                                                   | 15969                              |
| 2000/2002 tii Touring (۱۹۷۱–۷۴)                                                               | ۵،783                              |
| ۰۲ سری کابریولت (۱۹۷۷–۷۵) {{سخ}} ۱۶۰۰ کابریولت (۷۱–۱۹۹۷) {{سخ}} 2002 Baur Cabriolet (۱۹۷۱–۷۵) | 4199 {{سخ}} (1،682) {{سخ}} (2،517) |
| ۱۸۰۲ (۱۹۷۱–۷۵)                                                                                | 83351                              |
| ۱۶۰۰ / ۱۶۰۰–۲ / ۱۶۰۲ (۱۹۷۶–۷۵)                                                                | 266.967                            |
| 1600 TI (۱۹۶۷–۶۸)                                                                             | ۸،670                              |
| ۱۵۰۲ (۱۹۷۴–۷۷)                                                                                | ۷۲،632                             |